# Silencieux mais mortel
 (février 2025).
Motif : Notoriété non démontrée par des sources secondaires de qualité
- Archive Wikiwix
- Bing
- Cairn
- DuckDuckGo
- E. Universalis
- Gallica
- Google
- G. Books
- G. News
- G. Scholar
- Persée
- Qwant
- (zh) Baidu
- (ru) Yandex
- (wd) trouver des œuvres sur Wikidata

| 1. | Préciser le motif de la pose du bandeau. | Précisez le motif de la pose du bandeau en utilisant la syntaxe suivante : {{admissibilité à vérifier\|date=août 2025\|motif=remplacez ce texte par le motif}}                              |
| 2. | Informer les utilisateurs concernés.     | Pensez à avertir le créateur de l'article, par exemple, en insérant le code ci-dessous sur sa page de discussion : {{subst:avertissement admissibilité à vérifier\|Silencieux mais mortel}} |

Pour plus de détails, voir Fiche technique et Distribution.
Silencieux mais mortel (Flash in the Pain) est un film américain d'animation Looney Tunes de 3 minutes et mettant en scène Bip Bip et Vil Coyote réalisé par Matthew O'Callaghan en 2014.

## Fiche technique
- Réalisateurs : Matthew O'Callaghan
- Producteur : Sam Register, Spike Brandt, Tony Cervone et Allison Abbate
- Compositeur : Christopher Lennertz